# Michael von Biel
Michael von Biel (ur. 30 czerwca 1937 w Hamburgu) – niemiecki kompozytor.

## Życiorys
Studiował kompozycję w Toronto, następnie był uczniem Mortona Feldmana w Nowym Jorku. W latach 1961–1962 kształcił się pod kierunkiem Karlheinza Stockhausena na Międzynarodowych Letnich Kursach Nowej Muzyki w Darmstadcie, gdzie w 1962 roku otrzymał I nagrodę w dziedzinie kompozycji. W 1964 roku podjął pracę w Westdeutscher Rundfunk w Kolonii. Po napisaniu utworu Abschied an die Musik (1968) przestał zajmować się zawodowo muzyką.

## Kompozycje
(na podstawie materiałów źródłowych)
- Piano Pieces for M. Feldman (1961)
- Book for 3 (1961)
- Doubles na skrzypce (1961)
- 2 kwartety smyczkowe (I 1962, II 1963)
- Fassung na taśmę (1964)
- Für Klavier (1965)
- Quartett mit Begleitung (1966)
- Etüden und Gesangsthemen (1967)
- Jagdstück (1968)
- Abschied an die Musik (1968)
- Koncert wiolonczelowy (1971)
- 4 Preludia na wiolonczelę (1972)